# تپه غفور
تپه غفور مربوط به هزاره اول و دوران‌های تاریخی پس از اسلام است و در شهرستان مشگین‌شهر، بخش مرکزی، روستای حییق واقع شده و این اثر در تاریخ ۱۲ بهمن ۱۳۸۱ با شمارهٔ ثبت ۷۳۹۳ به‌عنوان یکی از آثار ملی ایران به ثبت رسیده است.